# Décollage

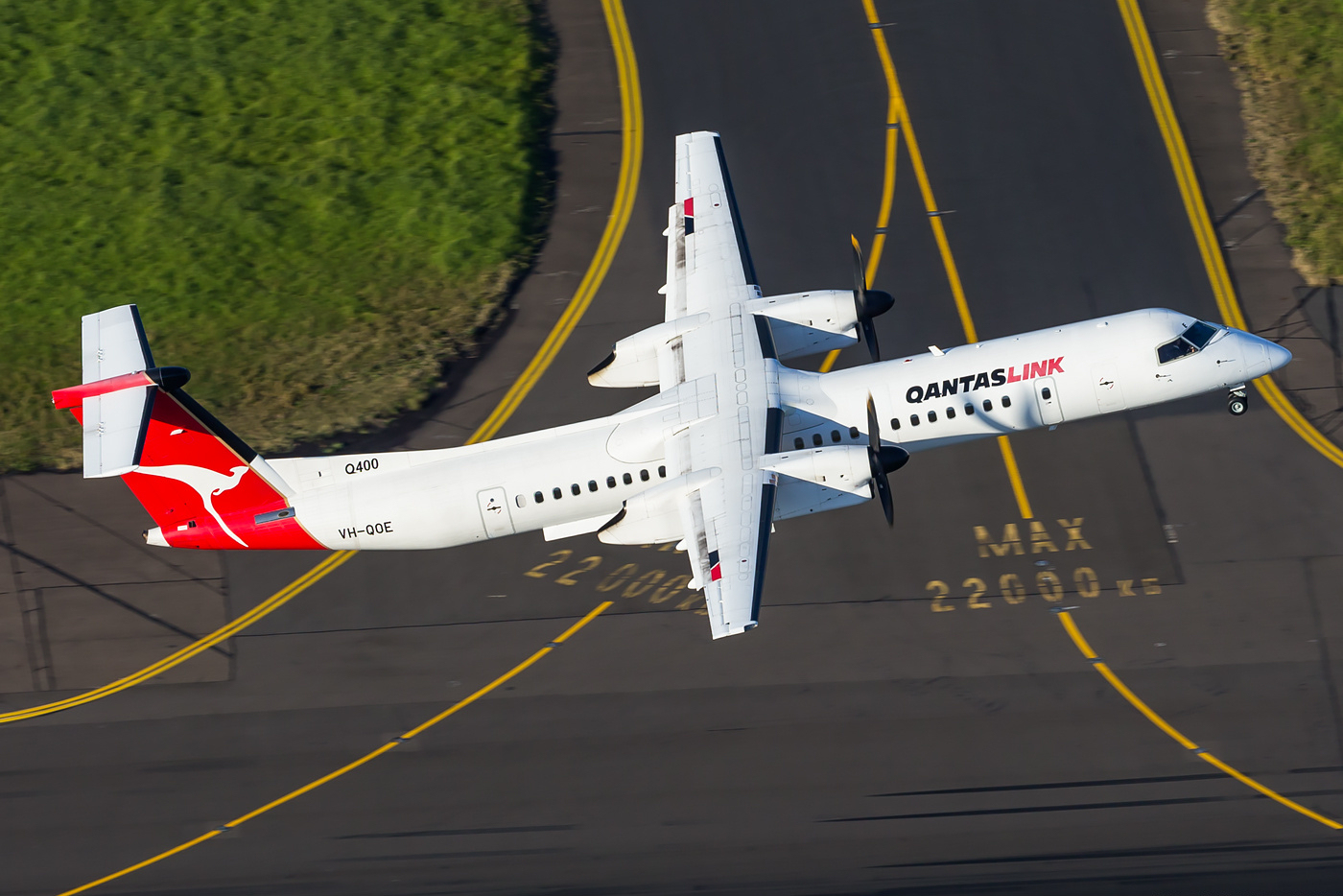
Décollage d'un Bombardier Q400 de QantasLink à Kingsford-Smith (Sydney).

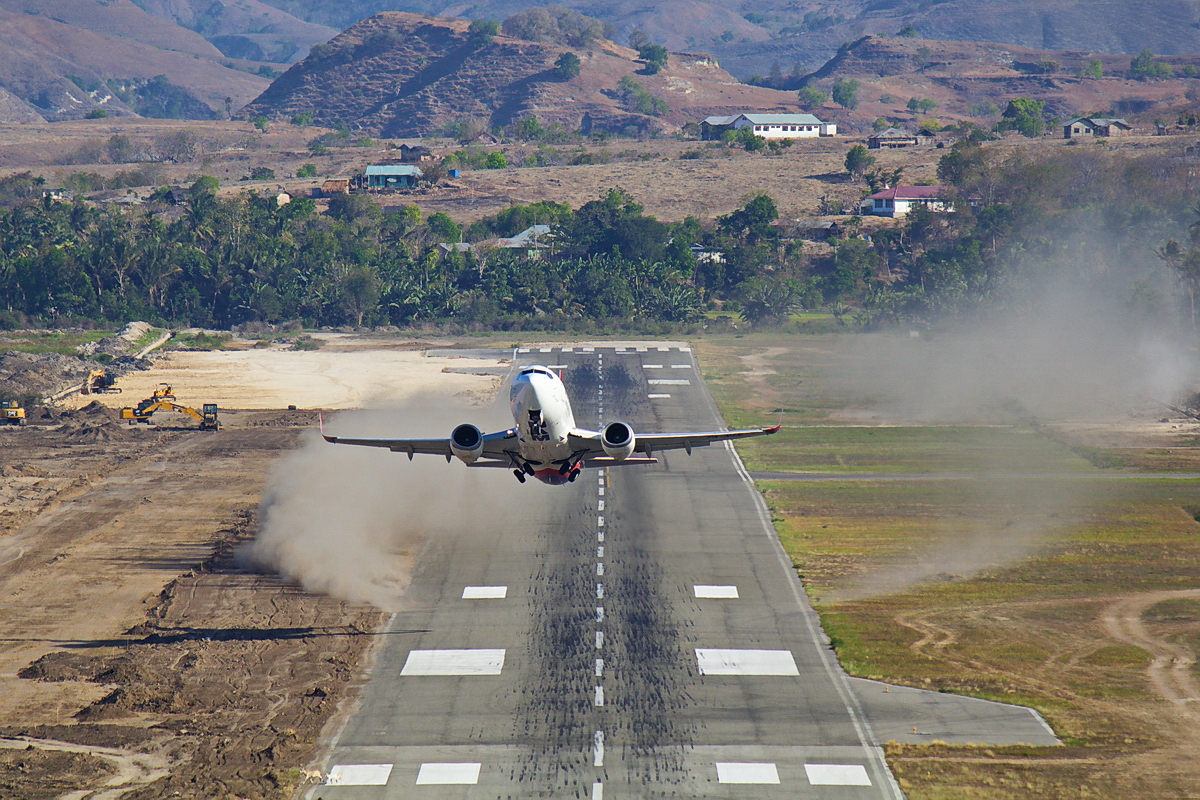
Décollage d'un Boeing 737-500 vu de face, en Indonésie.

Le décollage, pour un aéronef ou un véhicule spatial, est l'action de quitter le sol et, par extension, la phase transitoire pendant laquelle il réunit les conditions nécessaires pour entamer son vol dans les conditions optimales de performances et de sécurité.
Dans le cas le plus courant, celui de l'avion, la phase de décollage se situe entre le roulage au sol et la montée à l'altitude opérationnelle. C'est une phase critique car le pilotage peut être compliqué par la faible manœuvrabilité à basse vitesse, la présence d'obstacles ainsi que par les phénomènes météorologiques ou les incidents techniques d'autant plus gênants que l'avion est proche du sol.
Pour les autres types d'aéronefs les particularités sont détaillées ci-dessous.
Le décollage s'effectue le plus souvent à partir d'aéroports ou d'aérodromes, qui concentrent un grand nombre d'aéronefs.

## Généralités

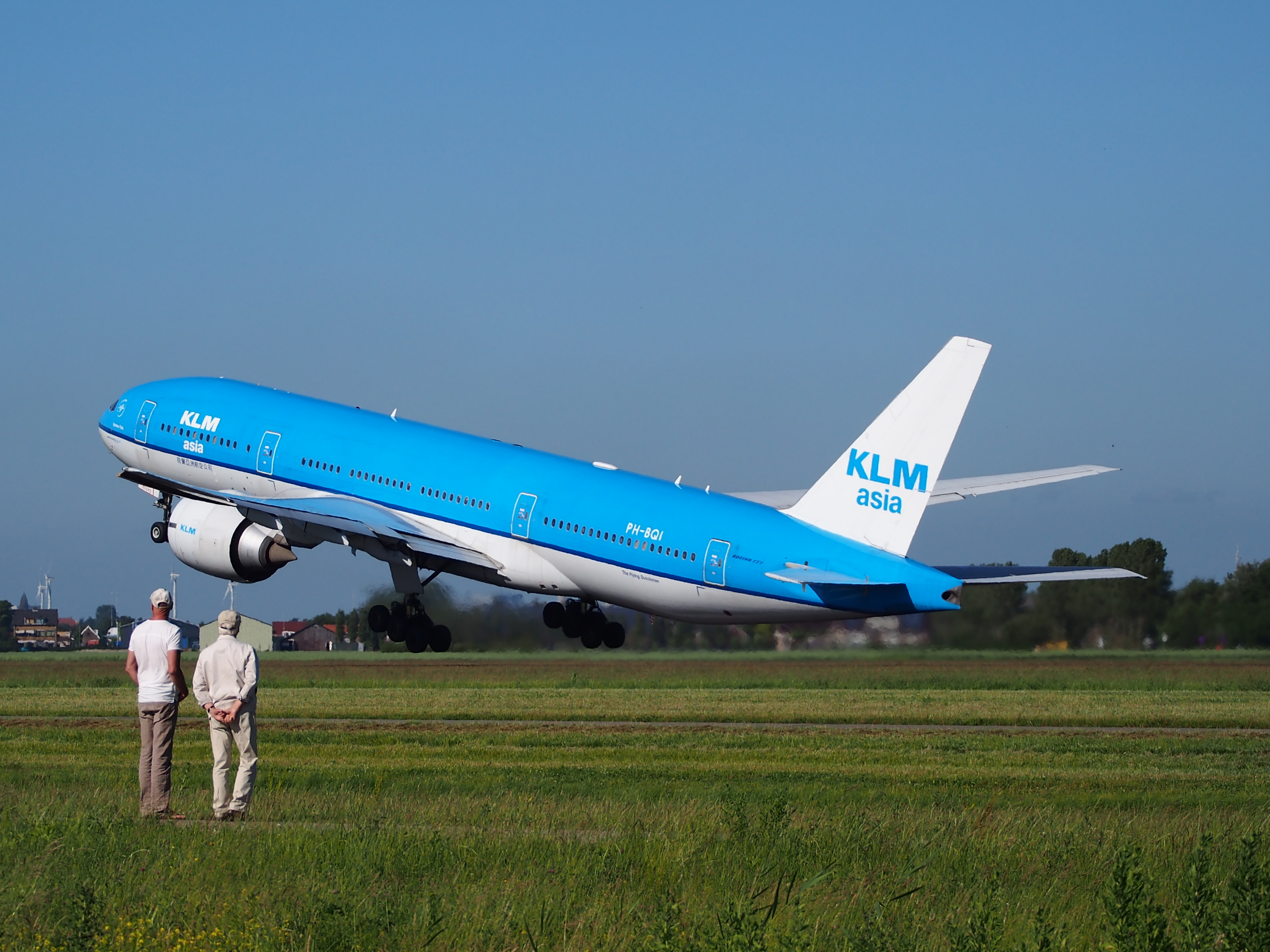
Décollage d'un Boeing 777-200 ER de la KLM Asia à Amsterdam-Schiphol.

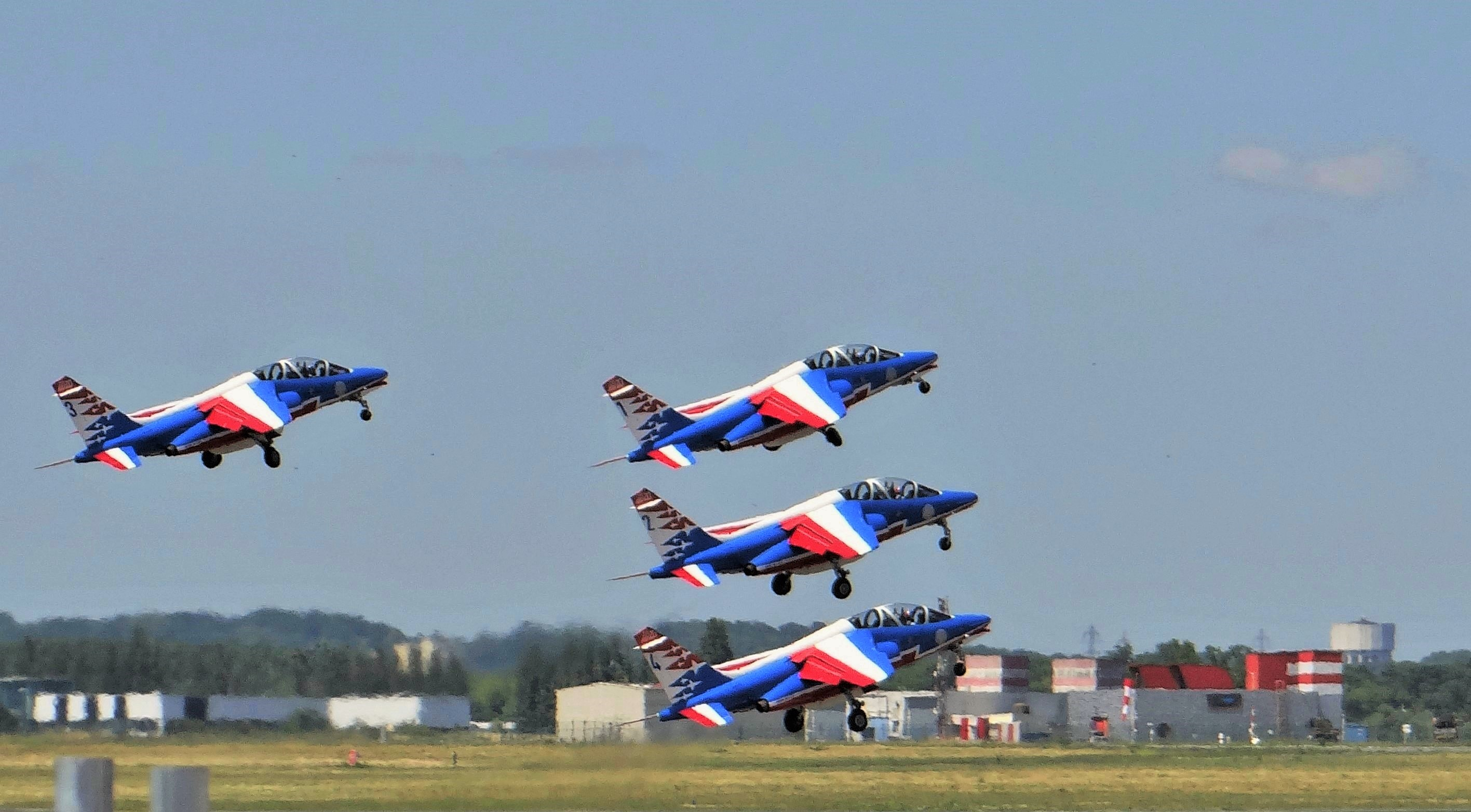
Décollage des Alpha Jets de la Patrouille de France, 2023.

L'exécution d'un vol comprend dans le cas général les phases suivantes :
- roulage ;
- décollage, puis montée à l'altitude de croisière ;
- croisière ;
- atterrissage, précédé de la descente à partir de l'altitude de croisière ;
- roulage.

Au sens le plus strict, le décollage est un évènement instantané, celui où l'aéronef n'est plus en contact avec le sol. Cet évènement se produit lorsque la portance, proportionnelle au carré de la vitesse, atteint une valeur qui équilibre le poids de l'appareil. Au décollage la portance résulte de la composition vectorielle de trois forces : portance de l'aile, composante verticale de la poussée des moteurs, effet de sol.
Pour le pilote, le décollage est une suite d'actions qui inclut l'alignement sur la piste, l'accélération, la rotation, le décollage proprement dit, la montée initiale accompagnée de la rentrée du train d'atterrissage et des éléments hypersustentateurs. Cette phase du vol est critique en raison du grand nombre d'actions à effectuer, de la manœuvrabilité de l'appareil limitée par la faible vitesse et l'absence de réserve de puissance, des obstacles au sol, des phénomènes météorologiques tels que les cisaillements dus au vent, etc. La perte de puissance due à une panne de propulseur est probablement le risque le plus important.
Pour le contrôle aérien, le décollage est une phase particulière qui commence avec l'autorisation d'alignement sur la piste et se termine au point de sortie de zone d'aéroport. Cette phase peut être critique en raison de la présence de nombreux aéronefs dans la même zone, de la gestion simultanée de plusieurs appareils suivant des trajectoires identiques avec des performances différentes, etc.
L'ordre de grandeur de la vitesse de décollage est de :
- 20 à 65 km/h pour les planeurs ultra-légers motorisés (ULM).
- 80 à 120 km/h pour les avions monomoteurs de loisir ou les bimoteurs à hélices d'affaire.
- 240 à 280 km/h pour les avions de ligne selon le modèle et la masse de l'avion

La distance de décollage est définie comme étant la distance entre la mise des gaz et le moment où l'aéronef atteint une hauteur de 15 mètres.

## Pilotage en phase de décollage

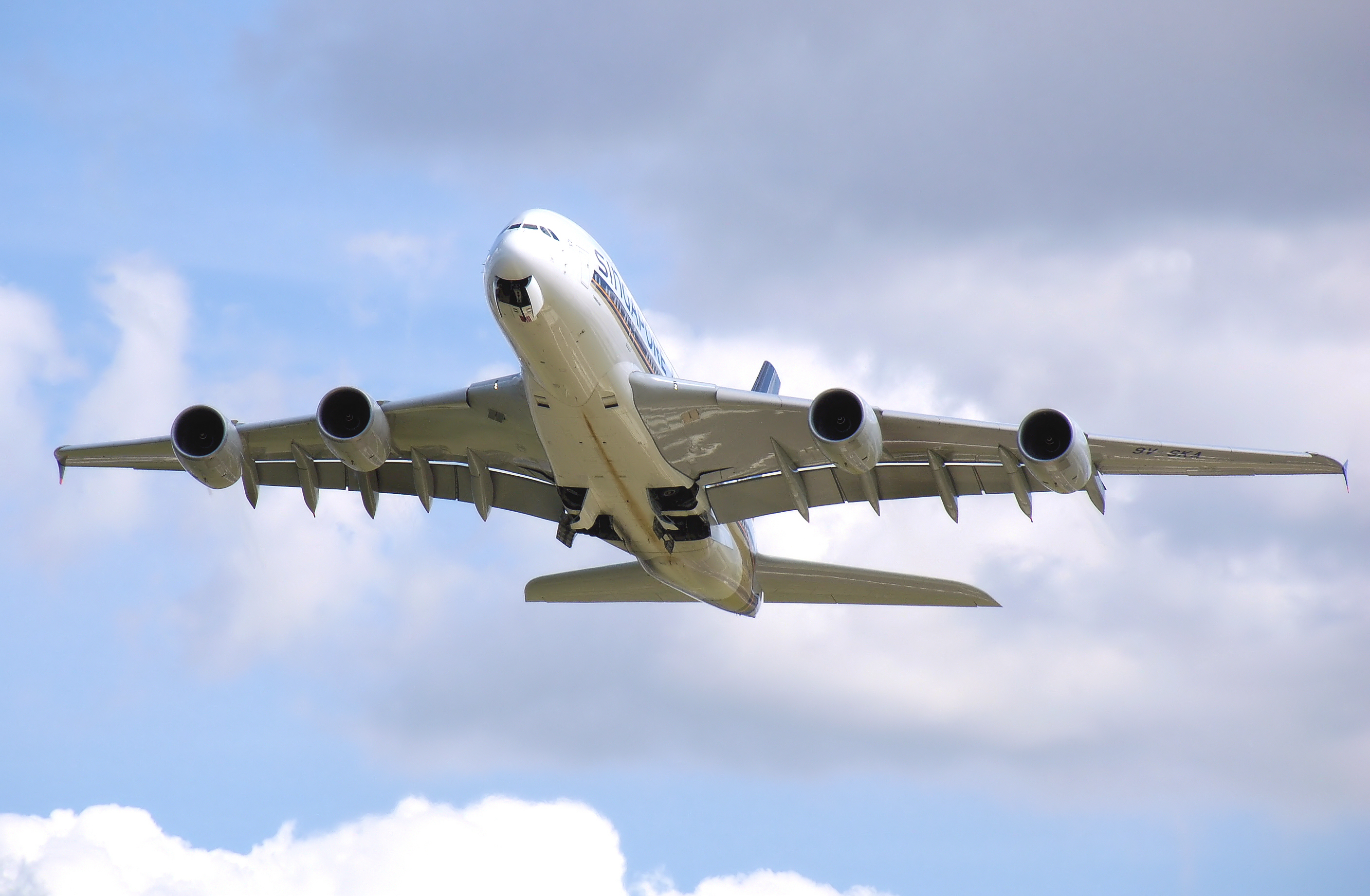
Décollage d'un Airbus A380. Le train vient de rentrer mais les trappes sont encore ouvertes. Les volets hypersustentateurs sont encore déployés.

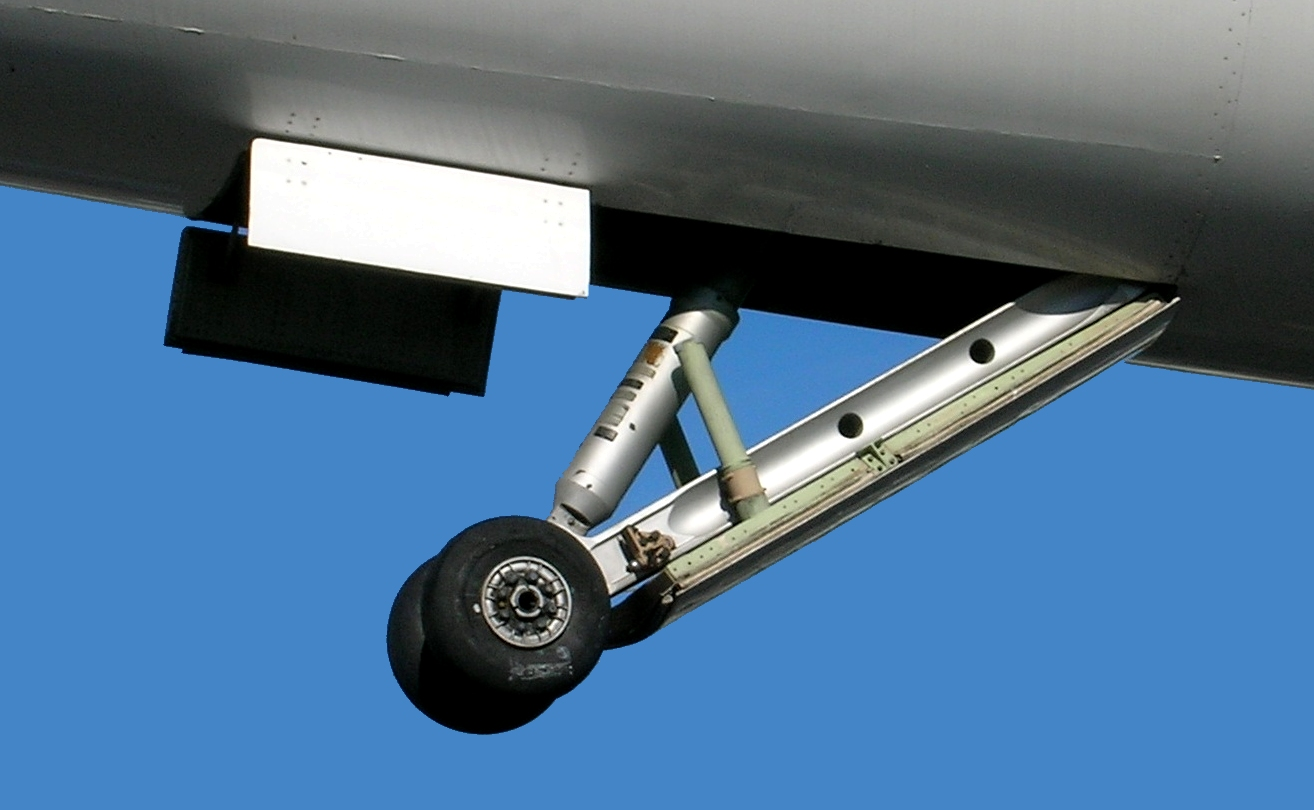
La roulette de queue du Concorde permet d'éviter le risque de frottement de la queue de l'appareil sur la piste en cas de rotation mal contrôlée.

Préalablement au vol, le pilote utilise les abaques fournies dans le manuel de vol de l'avion pour déterminer les vitesses caractéristiques de son décollage :
- V1 : vitesse en deçà de laquelle l'avion peut encore être arrêté en cas de nécessité (comme une panne d'un moteur),
- VR : vitesse de rotation
- V2 : vitesse minimale de montée, adoptée en cas de panne d'un moteur.

Ces vitesses sont fonction de la masse de l'appareil, de la densité de l'air (fonction de l'altitude, de la pression et de la température) et des conditions locales (longueur de la piste, obstacles).
Pour décoller, l'avion doit acquérir une vitesse suffisante par rapport à l'air. En retenant une piste de décollage orientée face au vent, l'avion bénéficie au moment de sa phase d'accélération d'un supplément de vitesse par rapport à la masse d'air, résultant du vent de face. C'est donc cette option qui est majoritairement retenue.
La rotation, manœuvre qui relève le nez de l'appareil, a pour effet d'augmenter l'angle d'incidence, donc la portance, et introduit une composante verticale de la traction qui s'ajoute à la portance. Dès le décollage effectué le pilote rentre le train d'atterrissage (pour les avions ayant le train escamotable), puis les dispositifs hypersustentateurs pour diminuer la traînée. L'avion peut alors commencer sa montée vers son altitude de croisière.
Lorsque l'avion accélère la portance s'accroît ce qui diminue la pression sur le train directeur (roulette de nez ou de queue). La gouverne de direction n'étant pas encore pleinement efficace l'avion traverse une phase où il est plus difficilement contrôlable.

### Avion monomoteur

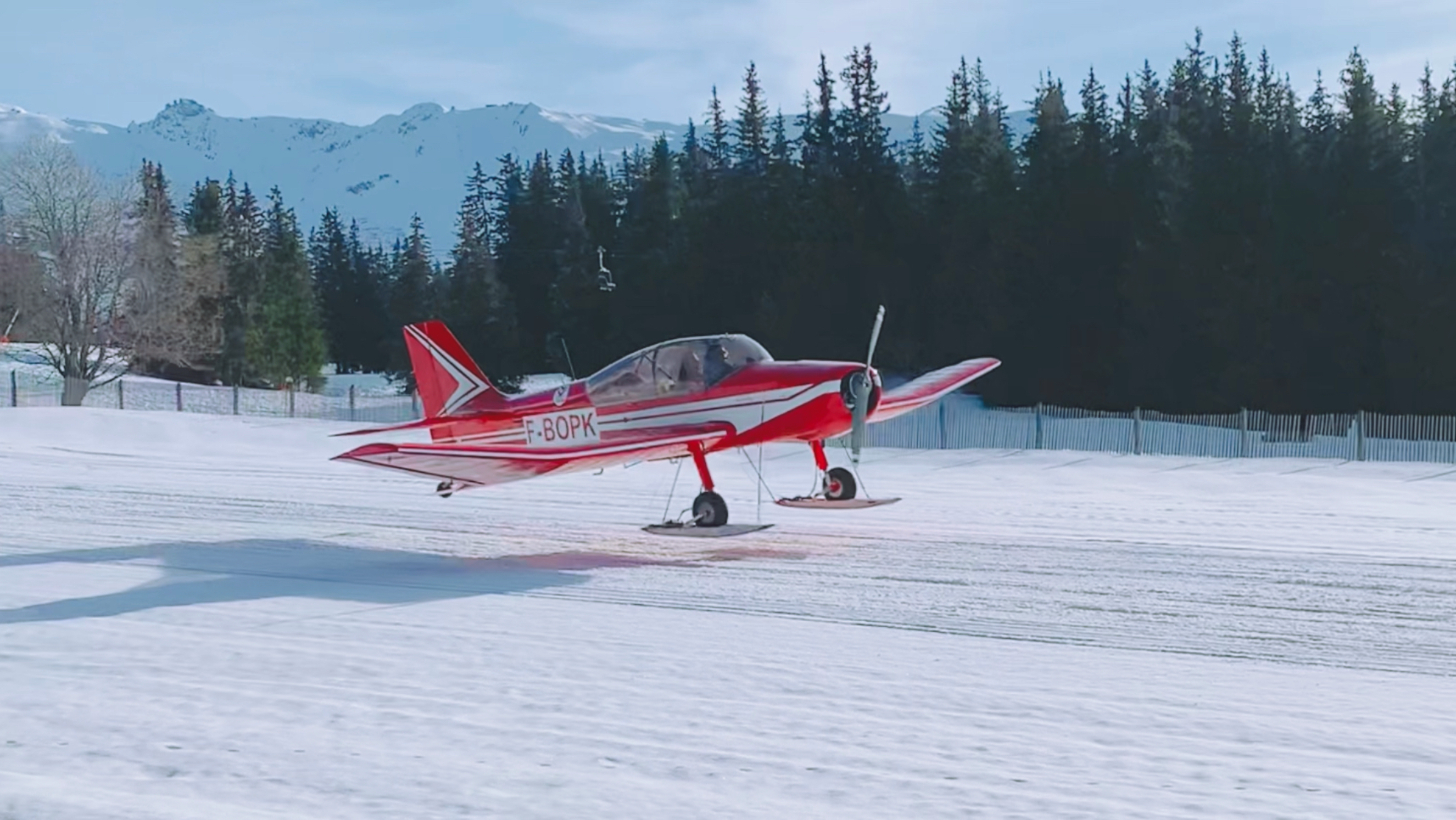
Décollage du Jodel D140R "Abeille" de l'altiport de Méribel.

Sur les monomoteurs à hélice, le couple moteur crée par réaction une force qui tend à faire tourner l'avion en sens inverse. Une correction de l'axe moteur permet d'annuler cette force en régime normal. Au décollage à plein régime la correction est insuffisante et doit être assurée par le pilote.

### Planeur
Le décollage d'un planeur est assuré par l'une des techniques suivantes :
- traction par avion remorqueur. Il s'agit de la technique la plus courante ;
- décollage au treuil. Le planeur est positionné à l'extrémité opposée de la piste par rapport au treuil, et relié à lui par un câble préalablement tendu. Le câble est ensuite enroulé rapidement sur le treuil, permettant l'accélération du planeur jusqu'à une vitesse d'environ 100km/h, et engendrant son décollage. La manœuvre permet ensuite au planeur de s'élever de quelques centaines de mètres, jusqu'à se libérer du câble à la verticale du treuil[1] ;
- d'autres techniques existent, comme le décollage au Sandow, c'est-à-dire avec des élastiques faisant office de catapulte, par voiture, ce qui implique d'avoir des sources d'ascendances proches du lieu de largage, ou bien encore le gravity take off, technique consistant à faire rouler le planeur sur une surface pentue jusqu'à ce qu'il atteigne une vitesse suffisante pour décoller.

### Hydravion
Le décollage sur flotteur nécessite un plan d'eau calme. Les redans (ou décrochements) que l'on voit sous la coque et sous les flotteurs permettent d'éviter une adhérence trop grande entre l'eau et le flotteur, et facilite ainsi leur séparation lors du décollage.

### Décollage assisté par fusées

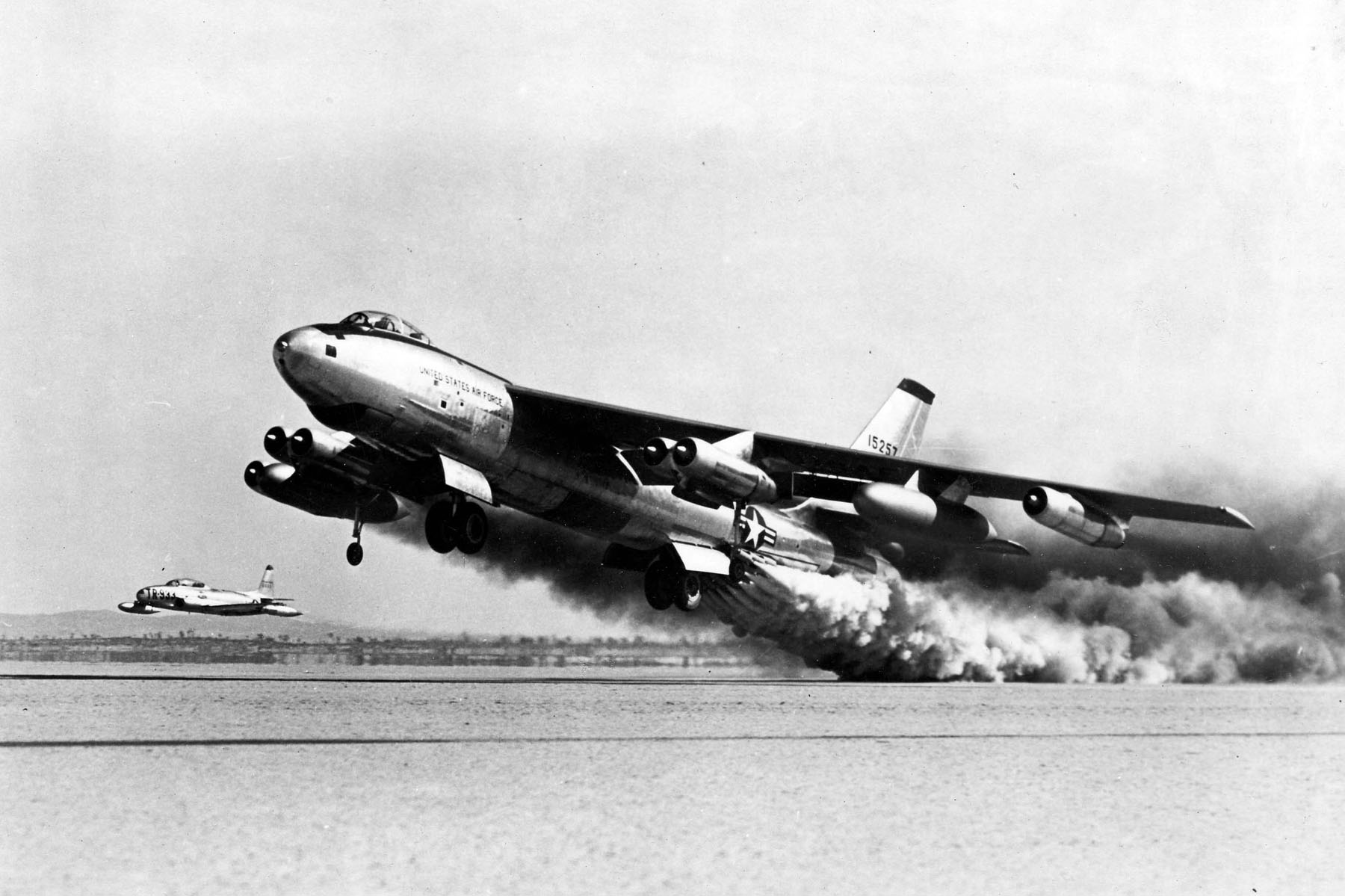
Décollage assisté par fusées (JATO) d'un Boeing B-47.

### Décollage par catapultage à partir d'un porte-avions

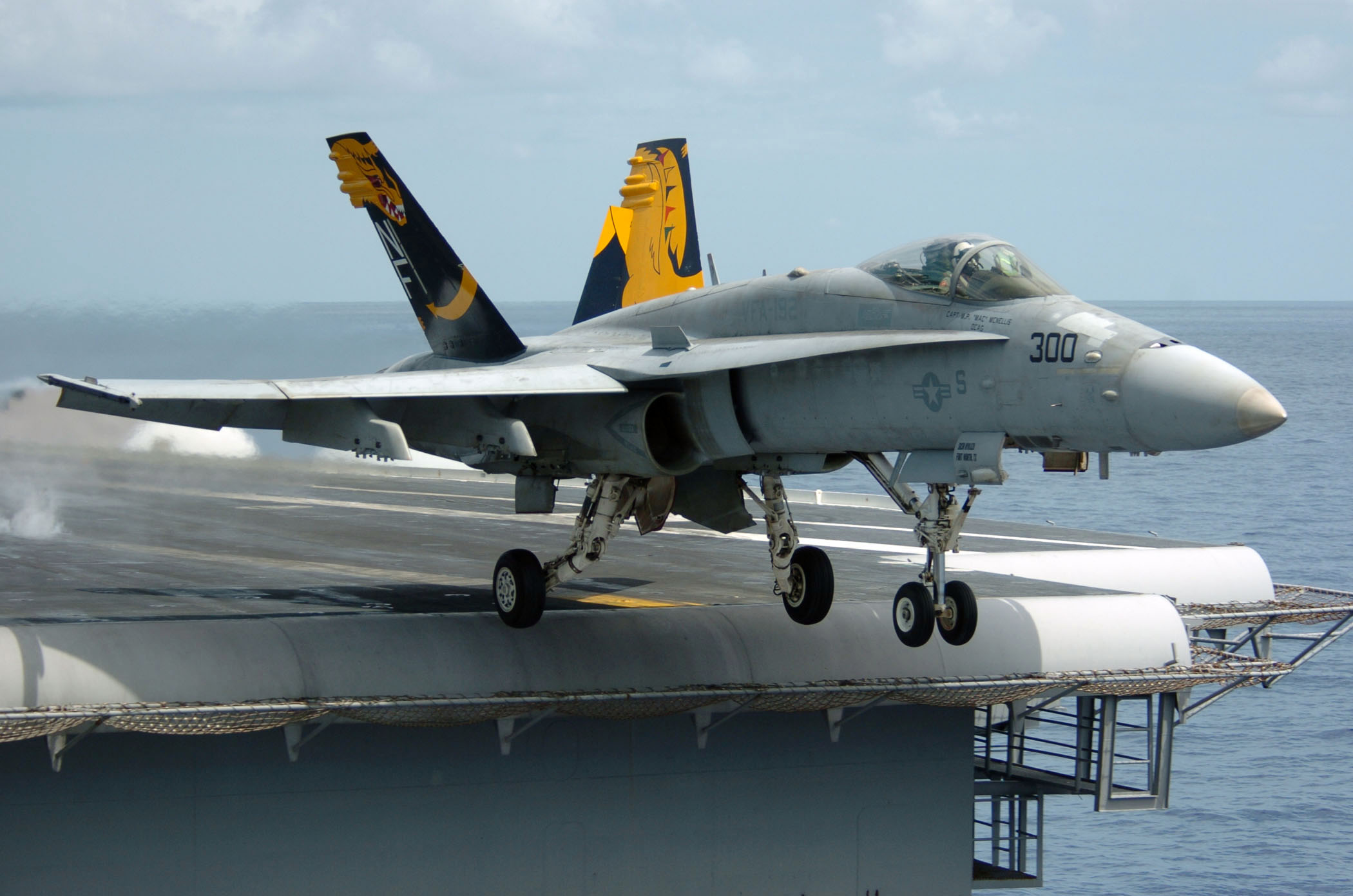
Décollage d'un F-18 Hornet par catapultage.

L'avion est entraîné par un sabot. La vitesse de décollage est atteinte par l'addition de l'énergie de la catapulte, de la poussée des moteurs à leur régime maximum et de la vitesse du porte-avions.

### Avions à décollage court
Les avions à décollage court sont conçus pour opérer sur des pistes très courtes, souvent inférieures à 300 mètres. Leur conception repose sur des ailes à forte portance, des dispositifs hypersustentateurs (volets et becs de bord d’attaque) et une motorisation puissante permettant un envol rapide. Certains modèles utilisent aussi la voilure soufflée, où le flux d’air des hélices améliore la portance.
Parmi les avions STOL les plus connus, on trouve le De Havilland Canada DHC-6 Twin Otter, le Pilatus PC-6 Porter et le Breguet 941, tous appréciés pour leurs performances sur terrains difficiles. Utilisés pour le transport régional, les opérations humanitaires et militaires, ou encore les évacuations médicales, ces avions restent essentiels là où l’aviation classique ne peut pas opérer.

### Hélicoptère

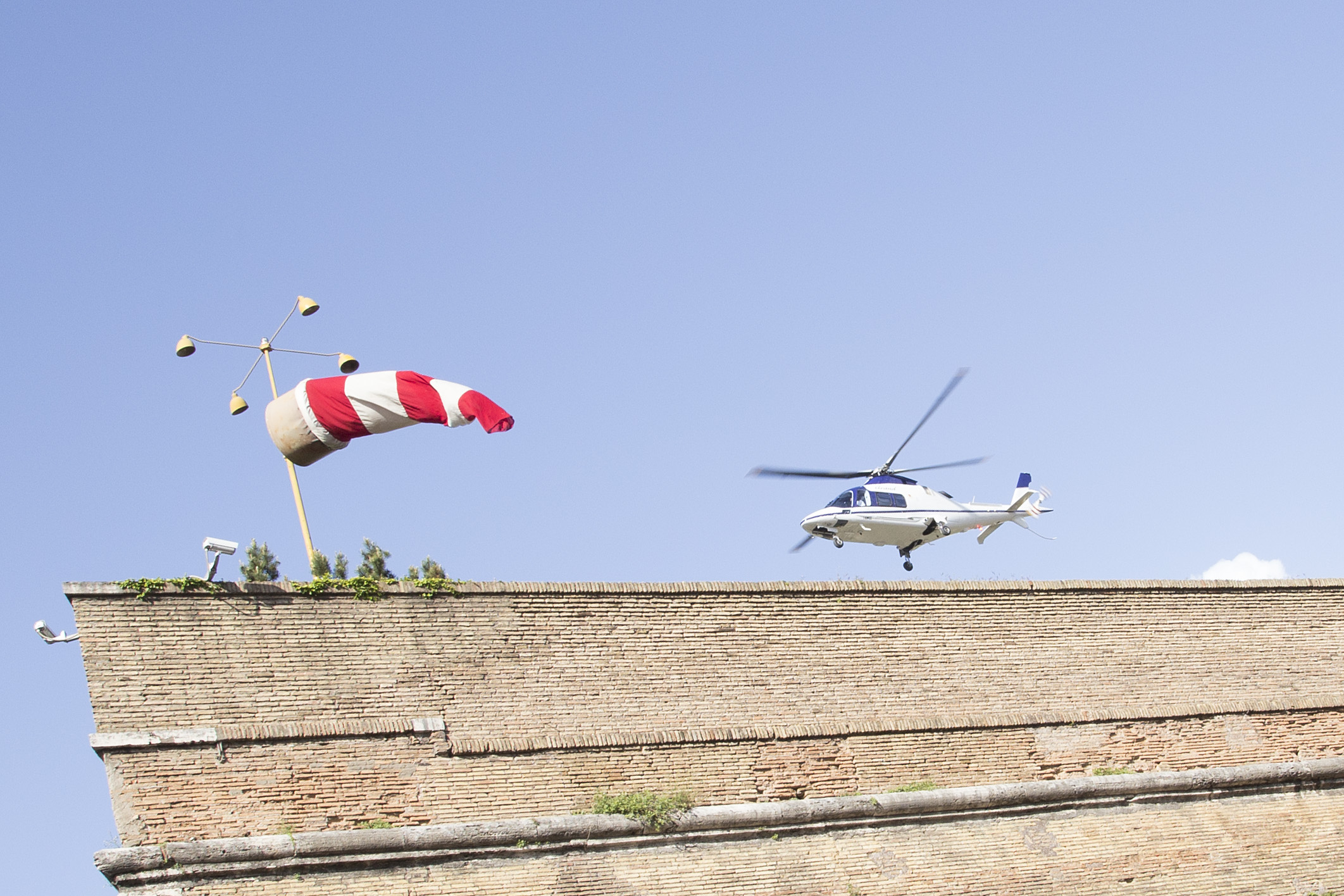
Décollage d'un hélicoptère.

## Risques particuliers liés à la phase de décollage
Le décollage est une phase de transition. L'avion commence par perdre une partie de sa manœuvrabilité en début d'accélération par diminution de l'adhérence de la roulette de direction ; il la regagne lorsque la gouverne de direction acquiert son efficacité liée à la vitesse.
Le vent de travers est d'autant plus pénalisant que l'avion est léger et que sa vitesse de décollage est faible. C'est pourquoi de nombreux aérodromes disposent de pistes dans plusieurs directions utilisées par les petits avions alors que les pistes utilisées par les avions de ligne sont construites dans la direction des vents dominants et, s'il y en a plusieurs, elles sont le plus souvent parallèles. Pour les avions à train d’atterrissage classique et béquille de queue utilisés sur une piste en dur le frottement du métal sur l'enrobé est tellement faible que l'avion a tendance à partir en cheval de bois à cause de l'effet girouette ce qui limite très vite les possibilités de décollage par vent de travers.
La charge de travail en cours de décollage est importante en raison des nombreux paramètres à vérifier et du temps limité pour la prise de décision en cas de problème.
À très basse altitude le risque d'ingestion d'oiseau par les réacteurs est important. La perte de puissance qui en résulte peut entraîner des situations rapidement critiques.
La présence d'obstacles dans l'axe de la piste (constructions, montagnes, villes) peut obliger l'avion à effectuer des manœuvres alors que sa vitesse est encore faible. La multiplication des zones urbanisées à proximité des aéroports entraîne la mise en place de procédures anti-bruit pénalisantes pour la sécurité.

## Rôle du contrôle aérien
Le contrôleur aérien a pour principale mission d'assurer la sécurité entre les vols; il sépare ou cadence les flux des avions. Par convention, le minimum de séparation est de 1 000 pieds verticalement et 5 milles nautiques horizontalement ; si ce minimum n'est pas respecté, il y a ingérence, ce qui a pour conséquence le retentissement de deux alertes : filet de sauvegarde ou Conflict Alert chez le contrôleur et le TCAS (Traffic Collision Avoidance System) dans les cockpits des avions concernés.
Il existe plusieurs contrôleurs:
- le _DEL (Delivery), ou prévol, est le contrôleur qui donne l'autorisation de vol du point A au point B,
- le _GND (Ground), dénommé « sol », transmet les consignes de roulage à l'appareil. Après le repoussage, il transférera l'appareil en approche du seuil de piste ou point d'arrêt,
- le _TWR (Tower), dénommé « tour », est le contrôleur qui se charge des autorisations de décollage, d'atterrissage et de traversée de pistes.

Une fois que l'appareil a décollé, il est transféré au contrôleur _DEP (Departure).
Pendant la montée jusqu'à l'altitude de croisière, le pilote suit une procédure standard de départ aux instruments (Standard Instrument Departure donné par le prévol). Une fois l'altitude de croisière atteinte, l'avion est géré, soit par un centre de contrôle en route régional (ex: Reims (indicatif LFEE), Paris (indicatif LFFF), Marseille (indicatif LFMM), Brest (indicatif LFRR), ou Bordeaux (indicatif LFBB)), soit par un centre de contrôle d'information de vol comme Eurocontrol en Europe.
Le contrôleur _APP (Approach) d'approche guide les avions de la sortie de croisière vers l'interception ILS ou une autre procédure d'approche. Dans ce cas-ci, le pilote suit une STAR (Standard Terminal Arrival Route).
Lorsque le pilote a établi un contact visuel avec la piste, et si la météo et le contrôle aérien le permettent, il peut choisir de terminer son approche à vue.

### Décollage d'un aérostat
Un aérostat décolle uniquement grâce à la poussée d'Archimède.
Un ballon au décollage est donc soumis à deux forces :
- Au poids {\displaystyle {\vec {P}}}, de norme P = m g ;
- À la poussée d'Archimède, de norme ΠA = ρ V g ;

Avec :
- m la masse du ballon en kg ;
- ρ la masse volumique du fluide déplacé (autrement dit de l'air qui entoure le ballon) en kg/m3 ;
- V le volume de fluide déplacé (autrement dit le volume du ballon) en m3 ;
- g l'accélération de la pesanteur terrestre (g = 9,81 m s−2).

Pour que le ballon décolle, on doit donc s'assurer que ΠA > P, c’est-à-dire que ρ V > m.
En ce qui concerne une montgolfière, cette différence sera obtenue grâce au chauffage de l'air dans l'enveloppe. En effet, l'air chaud a une masse volumique inférieure à l'air froid : cela est formalisé par l'équation d'état des gaz parfaits. En supposant que la quantité d'air dans le ballon ne varie pas, il en résulte que le volume deviendra plus important avec la température. Le volume devenant plus important, la force d'Archimède augmentera aussi. Comme le poids ne varie pas, on arrive à obtenir : ΠA > P

### Décollage d'une fusée
Une fusée décolle grâce à la poussée de ses réacteurs. Contrairement à un avion, ceux-ci sont dirigés directement vers le sol. La poussée qu'ils produisent est donc directement dirigée vers le haut.